# Haunted (Six Feet Under)
Haunted è il primo album dei Six Feet Under, pubblicato nel 1995 dalla Metal Blade Records.

## Tracce
1. The Enemy Inside – 4:17
2. Silent Violence – 3:33
3. Lycanthropy – 4:41
4. Still Alive – 4:04
5. Beneath a Black Sky – 2:50
6. Human Target – 3:30
7. Remains of You – 3:22
8. Suffering in Ecstasy – 2:44
9. Tomorrow's Victim – 3:34
10. Torn to the Bone – 2:46
11. Haunted – 3:10

## Formazione
- Chris Barnes - voce
- Allen West - chitarra
- Terry Butler - basso
- Greg Gall - batteria